# Joseph Lechner
Joseph Lechner (* 29. Januar 1893 in Megesheim; † 31. Januar 1954 in Eichstätt) war ein deutscher römisch-katholischer Kirchenrechtler und Liturgiker.
Lechner wurde 1917 zum Priester geweiht. Er studierte Theologie und promovierte zum Dr. theol. 1922 an der LMU München. 1925 wurde er Dozent für Fundamentaltheologie, später auch Kirchenrecht und ab 1941 Liturgik an der Bischöflichen Philosophisch-Theologischen Hochschule zu Eichstätt. In der Liturgiegeschichte setzte er die Arbeit von Ludwig Eisenhofer fort. In anfänglicher Euphorie hatte er im November 1933 das Bekenntnis der deutschen Professoren zu Adolf Hitler unterschrieben, der aber bald die Ernüchterung folgte. Als eine Art Widerstandsaktion gegen den NS-Staat 1937 entwarf Lechner ein Flugblatt mit der Unterschrift „Michael Germanicus“, einen offenen Brief an Propagandaminister Joseph Goebbels mit dem Vorwurf, es gebe in Deutschland keine objektive Justiz mehr. Er war Domvikar in Eichstätt 1923–1926, Offizial 1939–1944 und wurde zum Bischöflichen Geistlichen Rat 1942 sowie zum Päpstlichen Hausprälaten 1953 ernannt.

## Schriften
- Die Sakramentenlehre des Richard von Mediavilla, Kösel, Kempten 1923 (= Münchner Dissertation 1922)
- A. Lang/J. Lechner/M. Schmaus (Hg.), Aus der Geisteswelt des Mittelalters. Festschrift für M. Grabmann, Münster/W. 1935
- Die spätmittelalterliche Handschriftengeschichte der Benediktinerinnenabtei St. Walburg/Eichstätt (By.), Aschendorff, Münster/W. 1937
- Wiedervermenschlichung des Menschen : Zeitgemässe Gedanken für apostolische Christen, Echter, Würzburg 1949
- Liturgik des römischen Ritus, 6. Aufl., Herder, Freiburg i. B. 1953 (Digitalisat)